# Sonetàula (romanzo)
Sonetàula è un romanzo di Giuseppe Fiori.
Scritto nel 1960-1962  è ambientato nella Barbagia in Sardegna, in particolar modo nel centro immaginario di Orgiadas, situato nel Gennargentu. Il protagonista è Sonetàula, che a causa del codice barbaricino, è costretto a diventare fuorilegge per vendicare il padre.
Dal libro, riscritto da Fiori 35 anni dopo e ripubblicato da Einaudi nel 2000, è stato poi tratto l'omonimo film di Salvatore Mereu.